# Copa Mundial Junior de Hockey Masculino de 2021
La Copa Mundial Junior de Hockey Masculino de 2021 fue la decimosegunda edición del torneo mundial de selecciones masculinas juveniles de hockey. Se celebró entre el 24 de noviembre y el 5 de diciembre de 2021 en Bhubaneshwar, India.
Argentina se coronó campeón del torneo por segunda vez al derrotar a Alemania por 4-2 en la final.

## Formato
Las 16 selecciones participantes fueron divididas en cuatro grupos de cuatro equipos cada uno. En cada grupo se enfrentaron por el sistema de todos contra todos, a una sola rueda.
Pasaron a la fase final los dos mejores de cada grupo. En esta fase se jugaron cuartos de final, semifinales y final mediante el sistema de eliminación directa hasta definir el equipo que se consagró campeón del mundo. Los equipos ubicados en los terceros y cuartos lugares de cada grupo, disputaron sus ubicaciones finales del 9º al 16º puesto.

## Árbitros
Los árbitros seleccionados para el torneo fueron los siguientes:
| - DUTRIEUX Michael - KLENK Tyler - FEDENCZUK Alex - JOSHI Deepak - BARSTOW Dan - WALKER Paul - ILGRANDRE Antonio | - KINOSHITA Hideki - KABASO Peter - KANABATHU Ilanggo - KOH Eric - van den ASSUM Paul - RAPAPORT Sean - GARCÍA Federico |

## Fase de grupos

### Grupo A
| Equipo    | J | G | E | P | GF | GC | Pts |
| --------- | - | - | - | - | -- | -- | --- |
| Bélgica   | 3 | 2 | 1 | 0 | 9  | 2  | 7   |
| Malasia   | 3 | 2 | 1 | 0 | 7  | 5  | 7   |
| Sudáfrica | 3 | 1 | 0 | 2 | 9  | 10 | 3   |
| Chile     | 3 | 0 | 0 | 3 | 2  | 10 | 0   |

|  | Avanzan a cuartos de final. |  | Jugarán por el 9º puesto. |

| 24 de noviembre | Bélgica                                                               | 5:1     | Sudáfrica      | Estadio Kalinga, Bhubaneswar               |                                            |
|                 | Duvekot 7', 45' · Onana 24' · Van Dessel 55' · Van Cleynenbreugel 58' | Reporte | 15' Van Tonder | Árbitro(s): Dan Barstow Paul van den Assum | Árbitro(s): Dan Barstow Paul van den Assum |

| 24 de noviembre | Malasia                  | 2:1     | Chile        | Estadio Kalinga, Bhubaneswar             |                                          |
|                 | Kamaruddin 34' · Mat 43' | Reporte | 59' Wolansky | Árbitro(s): Tyler Klenk Antonio Ilgrande | Árbitro(s): Tyler Klenk Antonio Ilgrande |

| 26 de noviembre | Sudáfrica                                                        | 5:1     | Chile       | Estadio Kalinga, Bhubaneswar                    |                                                 |
|                 | Abdulla 7' · Jarvis 36' · Le Forestier 42', 59' · Van Tonder 45' | Reporte | 38' Amoroso | Árbitro(s): Paul van den Assum Hideki Kinoshita | Árbitro(s): Paul van den Assum Hideki Kinoshita |

| 26 de noviembre | Malasia    | 1:1     | Bélgica         | Estadio Kalinga, Bhubaneswar         |                                      |
|                 | Azahar 29' | Reporte | 49' Stockbroekx | Árbitro(s): Deepak Joshi Paul Walker | Árbitro(s): Deepak Joshi Paul Walker |

| 27 de noviembre | Sudáfrica                      | 3:4     | Malasia                                               | Estadio Kalinga, Bhubaneswar                 |                                              |
|                 | Morgan 34' · Campbell 48', 54' | Reporte | 29' Khalid · 41' Kamaruddin · 49' Shamsul · 56' Anuar | Árbitro(s): Michael Dutrieux Federico García | Árbitro(s): Michael Dutrieux Federico García |

| 27 de noviembre | Bélgica                                  | 3:0     | Chile | Estadio Kalinga, Bhubaneswar           |                                        |
|                 | Putters 2' · Stockbroekx 27' · Onana 48' | Reporte |       | Árbitro(s): Eric Koh Ilanggo Kanabathu | Árbitro(s): Eric Koh Ilanggo Kanabathu |

### Grupo B
| Equipo  | J | G | E | P | GF | GC | Pts |
| ------- | - | - | - | - | -- | -- | --- |
| Francia | 3 | 3 | 0 | 0 | 23 | 6  | 9   |
| India   | 3 | 2 | 0 | 1 | 25 | 8  | 6   |
| Polonia | 3 | 1 | 0 | 2 | 4  | 15 | 3   |
| Canadá  | 3 | 0 | 0 | 3 | 2  | 25 | 0   |

|  | Avanzan a cuartos de final. |  | Jugarán por el 9º puesto. |

| 24 de noviembre | Canadá | 0:1     | Polonia        | Estadio Kalinga, Bhubaneswar               |                                            |
|                 |        | Reporte | 34' E.Bembenek | Árbitro(s): Ilanggo Kanabathu Peter Kabaso | Árbitro(s): Ilanggo Kanabathu Peter Kabaso |

| 24 de noviembre | India                              | 4:5     | Francia                                          | Estadio Kalinga, Bhubaneswar     |                                  |
|                 | U.Singh 10' · Sanjay 15', 57', 58' | Reporte | 1', 23', 32' T.Clément · 7' Marqué · 48' Sellier | Árbitro(s): Eric Koh Paul Walker | Árbitro(s): Eric Koh Paul Walker |

| 25 de noviembre | Francia                                                           | 7:1     | Polonia       | Estadio Kalinga, Bhubaneswar                  |                                               |
|                 | Igau 1' · T.Clément 3', 36' · Sellier 11', 27', 34' · Bournac 54' | Reporte | 22' Jarzyński | Árbitro(s): Antonio Ilgrande Hideki Kinoshita | Árbitro(s): Antonio Ilgrande Hideki Kinoshita |

| 25 de noviembre | Canadá     | 1:13    | India | Estadio Kalinga, Bhubaneswar          |                                       |
|                 | Tardif 30' | Reporte | 6', 47' U.Singh · 8' Prasad · 17', 32', 59' Sanjay · 27' M.Singh · 35', 53' Tiwari · 40', 50', 51' Hundal · 55' Lakra | Árbitro(s): Dan Barstow Sean Rapaport | Árbitro(s): Dan Barstow Sean Rapaport |

| 27 de noviembre | Francia | 11:1    | Canadá    | Estadio Kalinga, Bhubaneswar                |                                             |
|                 | T.Clément 6', 34', 58' · Igau 11', 28' · Gonessa 20' · Sellier 26' · Bournac 33' · Jouin 40', 46' · Verrier 43' | Reporte | 48' Davis | Árbitro(s): Peter Kabaso Paul van den Assum | Árbitro(s): Peter Kabaso Paul van den Assum |

| 27 de noviembre | India                                                                          | 8:2     | Polonia                      | Estadio Kalinga, Bhubaneswar                |                                             |
|                 | Sanjay 4', 58' · Hundal 8', 60' · Chirmako 24', 40' · U.Singh 34' · Tiwari 38' | Reporte | 50' Rutkowski · 54' R.Pawlak | Árbitro(s): Alex Fedenczuk Antonio Ilgrande | Árbitro(s): Alex Fedenczuk Antonio Ilgrande |

### Grupo C
| Equipo         | J | G | E | P | GF | GC | Pts |
| -------------- | - | - | - | - | -- | -- | --- |
| Países Bajos   | 3 | 3 | 0 | 0 | 29 | 7  | 9   |
| España         | 3 | 2 | 0 | 1 | 28 | 3  | 6   |
| Corea del Sur  | 3 | 1 | 0 | 2 | 10 | 22 | 3   |
| Estados Unidos | 3 | 0 | 0 | 3 | 1  | 36 | 0   |

|  | Avanzan a cuartos de final. |  | Jugarán por el 9º puesto. |

| 25 de noviembre | Países Bajos | 12:5    | Corea del Sur                            | Estadio Kalinga, Bhubaneswar               |                                            |
|                 | Schouten 10' · Bukkens 13', 16', 36', 58', 60' · Van der Veen 18', 26', 53' · Hortensius 21' · Van Bijnen 35', 49' | Reporte | 7', 14', 48' Jeong · 41' Yoo · 54' Kim.H | Árbitro(s): Federico García Alex Fedenczuk | Árbitro(s): Federico García Alex Fedenczuk |

| 25 de noviembre | España | 17:0    | Estados Unidos | Estadio Kalinga, Bhubaneswar      |                                   |
|                 | Clapés 6', 14', 29', 30' · Rodríguez 7', 15' · Pe.Cunill 9', 29' · Vilallonga 13' · De Ignacio-Simó 26', 31', 37' · Cabré-Verdiell 46' · Pa.Cunill 55' · Bonastre 56' · Fortuño 60', 60' | Reporte |                | Árbitro(s): Eric Koh Deepak Joshi | Árbitro(s): Eric Koh Deepak Joshi |

| 26 de noviembre | Corea del Sur                                      | 5:1     | Estados Unidos | Estadio Kalinga, Bhubaneswar              |                                           |
|                 | Lee.Se 4' · Jeong 12' · Hwang 27' · Kim.T 36', 39' | Reporte | 37' Katz       | Árbitro(s): Michael Dutrieux Peter Kabaso | Árbitro(s): Michael Dutrieux Peter Kabaso |

| 26 de noviembre | España                      | 2:3     | Países Bajos                           | Estadio Kalinga, Bhubaneswar          |                                       |
|                 | Lacalle 38' · Pa.Cunill 45' | Reporte | 9' Schouten · 27' Jansen · 59' Bukkens | Árbitro(s): Tyler Klenk Sean Rapaport | Árbitro(s): Tyler Klenk Sean Rapaport |

| 28 de noviembre | Corea del Sur | 0:9     | España | Estadio Kalinga, Bhubaneswar     |                                  |
|                 |               | Reporte | 8' Fortuño · 19', 40' Pe.Cunill · 24' De Ignacio-Simó · 35', 44' Abajo · 51' Vilallonga · 55', 58' Pa.Cunill | Árbitro(s): Eric Koh Dan Barstow | Árbitro(s): Eric Koh Dan Barstow |

| 28 de noviembre | Países Bajos | 14:0    | Estados Unidos | Estadio Kalinga, Bhubaneswar                   |                                                |
|                 | Van der Veen 6' · Bukkens 11', 12', 23', 33', 51' · Van Bijnen 14', 25', 44' · Dommershuijzen 16', 33', 57' · Hortensius 31' · Boeren 35' | Reporte |                | Árbitro(s): Antonio Ilgrande Ilanggo Kanabathu | Árbitro(s): Antonio Ilgrande Ilanggo Kanabathu |

### Grupo D
| Equipo    | J | G | E | P | GF | GC | Pts |
| --------- | - | - | - | - | -- | -- | --- |
| Alemania  | 3 | 3 | 0 | 0 | 19 | 4  | 9   |
| Argentina | 3 | 2 | 0 | 1 | 20 | 6  | 6   |
| Pakistán  | 3 | 1 | 0 | 2 | 8  | 10 | 3   |
| Egipto    | 3 | 0 | 0 | 3 | 1  | 28 | 0   |

|  | Avanzan a cuartos de final. |  | Jugarán por el 9º puesto. |

| 24 de noviembre | Alemania                                                             | 5:2     | Pakistán                    | Estadio Kalinga, Bhubaneswar              |                                           |
|                 | Struthoff 1' · Duckscheer 14', 54' · Siegburg 19' · Schwarzhaupt 22' | Reporte | 18' Shahid · 49' Hammadudin | Árbitro(s): Sean Rapaport Federico García | Árbitro(s): Sean Rapaport Federico García |

| 25 de noviembre | Argentina | 14:0    | Egipto | Estadio Kalinga, Bhubaneswar                   |                                                |
|                 | Zárate 3', 47', 58' · Ruiz 10' · Domene 12', 58' · Capurro 22', 44' · Agostini 25' · Nardolillo 39' · Mendez 46' · Kruger 47' · Stellato 48' · Toscani 51' | Reporte |        | Árbitro(s): Ilanggo Kanabathu Michael Dutrieux | Árbitro(s): Ilanggo Kanabathu Michael Dutrieux |

| 26 de noviembre | Argentina                   | 2:3     | Alemania                                     | Estadio Kalinga, Bhubaneswar           |                                        |
|                 | Stellato 38' · Agostini 54' | Reporte | 11' Poljaric · 32' Schwarzhaupt · 44' Müller | Árbitro(s): Alex Fedenczuk Dan Barstow | Árbitro(s): Alex Fedenczuk Dan Barstow |

| 27 de noviembre | Pakistán          | 3:1     | Egipto   | Estadio Kalinga, Bhubaneswar             |                                          |
|                 | Ali 19', 32', 53' | Reporte | Awad 22' | Árbitro(s): Hideki Kinoshita Paul Walker | Árbitro(s): Hideki Kinoshita Paul Walker |

| 28 de noviembre | Pakistán                       | 3:4     | Argentina                                            | Estadio Kalinga, Bhubaneswar                 |                                              |
|                 | Rana 17' · Ali 28' · Ahmad 53' | Reporte | 10' Capurro · 20' Nardolillo · 30' Ruiz · 47' Ibarra | Árbitro(s): Paul van den Assum Sean Rapaport | Árbitro(s): Paul van den Assum Sean Rapaport |

| 28 de noviembre | Alemania | 11:0    | Egipto | Estadio Kalinga, Bhubaneswar         |                                      |
|                 | Schwarzhaupt 9', 19' · Kutter 11' · Smith 16' · Pfandt 20', 30' · Poljaric 22', 58' · Barry 38' · Struthoff 44', 49' | Reporte |        | Árbitro(s): Deepak Joshi Tyler Klenk | Árbitro(s): Deepak Joshi Tyler Klenk |

## Ronda consuelo

### Del 9º al 16º
| 30 de noviembre | Sudáfrica                                                                | 7:3     | Canadá                               | Estadio Kalinga, Bhubaneswar                  |                                               |
|                 | Le Forestier 16', 31', 35' · Abdulla 26' · Morgan 28', 48' · De Lora 54' | Reporte | 50' McCulloch · 55' Davis · 58' Bird | Árbitro(s): Michael Dutrieux Antonio Ilgrande | Árbitro(s): Michael Dutrieux Antonio Ilgrande |

| 30 de noviembre | Pakistán | 18:2    | Estados Unidos  | Estadio Kalinga, Bhubaneswar        |                                     |
|                 | Abuzar 14', 28', 57' · Ali 20', 46' · Sattar 23' · Rooman 24' · Rehman 27' · Rana 27', 33', 35', 54' · Shakeel 36' · Manan 37' · Hassan 39' · Ali 42' · Ullah 43' · Hammadudin 56' | Reporte | 30', 40' Quaile | Árbitro(s): Paul Walker Tyler Klenk | Árbitro(s): Paul Walker Tyler Klenk |

| 30 de noviembre | Polonia                           | 2:1     | Chile      | Estadio Kalinga, Bhubaneswar          |                                       |
|                 | Blaszkiewicz 22' · T.Bembenek 60' | Reporte | 9' Beroggi | Árbitro(s): Deepak Joshi Peter Kabaso | Árbitro(s): Deepak Joshi Peter Kabaso |

| 30 de noviembre | Corea del Sur                                | 3:3 (6:5 p.)               | Egipto                                                          | Estadio Kalinga, Bhubaneswar                 |                                              |
|                 | Kim.H 18' · Jeong 20', 58'                   | Reporte                    | 42', 54' Elganayni · 46' Ragab                                  | Árbitro(s): Federico García Hideki Kinoshita | Árbitro(s): Federico García Hideki Kinoshita |
|                 |                                              | Tiros desde el punto penal |                                                                 |                                              |                                              |
|                 | Bae Yoo Cheon Lee.Se Song ____ Bae Cheon Yoo |                            | Elganayni Elgandy Adel Ragab Galal ____ Elganayni Elgandy Ragab |                                              |                                              |

### Cruces del 13º al 16º
| 2 de diciembre | Canadá                                     | 4:0     | Estados Unidos | Estadio Kalinga, Bhubaneswar                  |                                               |
|                | Tardif 20' · Bird 25', 52' · McCulloch 38' | Reporte |                | Árbitro(s): Hideki Kinoshita Antonio Ilgrande | Árbitro(s): Hideki Kinoshita Antonio Ilgrande |

| 2 de diciembre | Chile            | 1:0     | Egipto | Estadio Kalinga, Bhubaneswar                |                                             |
|                | R.Valenzuela 46' | Reporte |        | Árbitro(s): Alex Fedenczuk Michael Dutrieux | Árbitro(s): Alex Fedenczuk Michael Dutrieux |

#### Decimoquinto puesto
| 4 de diciembre | Estados Unidos      | 2:2 (3:0 p.)               | Egipto                 | Estadio Kalinga, Bhubaneswar              |                                           |
|                | Kloen 53', 60'      | Reporte                    | 1', 24' Elganayni      | Árbitro(s): Deepak Joshi Hideki Kinoshita | Árbitro(s): Deepak Joshi Hideki Kinoshita |
|                |                     | Tiros desde el punto penal |                        |                                           |                                           |
|                | Kloen Quaile Sharma |                            | Elganayni Elgandy Adel |                                           |                                           |

#### Decimotercer puesto
| 4 de diciembre | Canadá                | 2:1     | Chile       | Estadio Kalinga, Bhubaneswar         |                                      |
|                | Jacoby 40' · Kang 52' | Reporte | 57' Amoroso | Árbitro(s): Peter Kabaso Paul Walker | Árbitro(s): Peter Kabaso Paul Walker |

### Cruces del 9º al 12º
| 2 de diciembre | Sudáfrica                              | 3:3 (4:1 p.)               | Pakistán                            | Estadio Kalinga, Bhubaneswar                |                                             |
|                | Ngubane 32' · Morgan 37' · Abdulla 38' | Reporte                    | 5' Abuzar · 25' Shahid · 37' Rehman | Árbitro(s): Deepak Joshi Paul van den Assum | Árbitro(s): Deepak Joshi Paul van den Assum |
|                |                                        | Tiros desde el punto penal |                                     |                                             |                                             |
|                | Le Forestier De Lora Simons Ngubane    |                            | Shakeel Latif Rana                  |                                             |                                             |

| 2 de diciembre | Polonia            | 2:3     | Corea del Sur              | Estadio Kalinga, Bhubaneswar               |                                            |
|                | Rutkowski 21', 26' | Reporte | 12' Hong · 27', 33' Kim H. | Árbitro(s): Ilanggo Kanabathu Peter Kabaso | Árbitro(s): Ilanggo Kanabathu Peter Kabaso |

#### Undécimo puesto
| 4 de diciembre | Pakistán                                        | 5:0     | Polonia | Estadio Kalinga, Bhubaneswar                  |                                               |
|                | Ali 2', 6' · Shakeel 22' · 30' · Hammadudin 43' | Reporte |         | Árbitro(s): Michael Dutrieux Antonio Ilgrande | Árbitro(s): Michael Dutrieux Antonio Ilgrande |

#### Noveno puesto
| 4 de diciembre | Sudáfrica                                 | 4:0     | Corea del Sur | Estadio Kalinga, Bhubaneswar           |                                        |
|                | Morgan 35', 47' · De Lora 47' · Kraai 53' | Reporte |               | Árbitro(s): Tyler Klenk Alex Fedenczuk | Árbitro(s): Tyler Klenk Alex Fedenczuk |

## Ronda campeonato

### Cuartos de final
| 1 de diciembre | Alemania                        | 2:2 (3:1 p.)               | España                               | Estadio Kalinga, Bhubaneswar           |                                        |
|                | Kutter 5' · Pfandt 60'          | Reporte                    | 11' Abajo · 59' De Ignacio-Simó      | Árbitro(s): Paul Walker Alex Fedenczuk | Árbitro(s): Paul Walker Alex Fedenczuk |
|                |                                 | Tiros desde el punto penal |                                      |                                        |                                        |
|                | Struthoff Müller Poljaric Smith |                            | De Ignacio-Simó Abajo Clapés Fortuño |                                        |                                        |

| 1 de diciembre | Países Bajos | 1:2     | Argentina                 | Estadio Kalinga, Bhubaneswar            |                                         |
|                | Bukkens 25'  | Reporte | 24' Kruger · 59' Agostini | Árbitro(s): Federico García Dan Barstow | Árbitro(s): Federico García Dan Barstow |

| 1 de diciembre | Francia                                 | 4:0     | Malasia | Estadio Kalinga, Bhubaneswar               |                                            |
|                | T.Clément 14', 24', 60' · M.Clément 31' | Reporte |         | Árbitro(s): Tyler Klenk Paul van den Assum | Árbitro(s): Tyler Klenk Paul van den Assum |

| 1 de diciembre | Bélgica | 0:1     | India      | Estadio Kalinga, Bhubaneswar       |                                    |
|                |         | Reporte | 21' Tiwari | Árbitro(s): Eric Koh Sean Rapaport | Árbitro(s): Eric Koh Sean Rapaport |

### Cruces del 5º al 8º
| 3 de diciembre | Bélgica                             | 2:2 (4:3 p.)               | España                                    | Estadio Kalinga, Bhubaneswar           |                                        |
|                | Wilbers 33' · Stockbroekx 56'       | Reporte                    | 4', 24' Pa.Cunill                         | Árbitro(s): Tyler Klenk Alex Fedenczuk | Árbitro(s): Tyler Klenk Alex Fedenczuk |
|                |                                     | Tiros desde el punto penal |                                           |                                        |                                        |
|                | Duvekot Stockbroekx Biekens Wilbers |                            | Vilallonga Rodríguez Clápes Abajo Lacalle |                                        |                                        |

| 3 de diciembre | Malasia                            | 3:9     | Países Bajos                                                                       | Estadio Kalinga, Bhubaneswar         |                                      |
|                | Khalid 41' · Anuar 59' · Rosdi 60' | Reporte | 3', 38', 60' Bukkens · 4', 14', 34' Dommershuijzen · 37' De Bie · 51', 57' Huussen | Árbitro(s): Paul Walker Deepak Joshi | Árbitro(s): Paul Walker Deepak Joshi |

#### Séptimo puesto
| 5 de diciembre | España                                                  | 4:1     | Malasia  | Estadio Kalinga, Bhubaneswar                    |                                                 |
|                | De Ignacio-Simó 7' · Pa.Cunill 49', 58' · Pe.Cunill 55' | Reporte | 4' Anuar | Árbitro(s): Michael Dutrieux Paul van den Assum | Árbitro(s): Michael Dutrieux Paul van den Assum |

#### Quinto puesto
| 5 de diciembre | Bélgica                                       | 4:6     | Países Bajos                                                          | Estadio Kalinga, Bhubaneswar              |                                           |
|                | Deplus 25' · Duvekot 36', 38' · De Winter 52' | Reporte | 8', 20', 27' Bukkens · 15' Van Bijnen · 39' Jansen · 50' Van der Veen | Árbitro(s): Federico García Sean Rapaport | Árbitro(s): Federico García Sean Rapaport |

### Semifinales
| 3 de diciembre | Francia                         | 0:0 (1:3 p.)               | Argentina                      | Estadio Kalinga, Bhubaneswar              |                                           |
|                |                                 | Reporte                    |                                | Árbitro(s): Fererico García Sean Rapaport | Árbitro(s): Fererico García Sean Rapaport |
|                |                                 | Tiros desde el punto penal |                                |                                           |                                           |
|                | Igau T.Clément Sellier Montecot |                            | Méndez Zárate Capurro Agostini |                                           |                                           |

| 3 de diciembre | India                   | 2:4     | Alemania                                                  | Estadio Kalinga, Bhubaneswar     |                                  |
|                | U.Singh 25' · Dhami 60' | Reporte | 15' Kleinlein · 21' Holzmueller · 24' Müller · 25' Kutter | Árbitro(s): Eric Koh Dan Barstow | Árbitro(s): Eric Koh Dan Barstow |

### Tercer puesto
| 5 de diciembre | India        | 1:3     | Francia                 | Estadio Kalinga, Bhubaneswar        |                                     |
|                | Chirmako 42' | Reporte | 26', 34', 47' T.Clément | Árbitro(s): Tyler Klenk Paul Walker | Árbitro(s): Tyler Klenk Paul Walker |

### Final
| 5 de diciembre | Alemania                | 2:4     | Argentina                           | Estadio Kalinga, Bhubaneswar     |                                  |
|                | Hayner 36' · Pfandt 47' | Reporte | 10', 25', 50' Domene · 60' Agostini | Árbitro(s): Eric Koh Dan Barstow | Árbitro(s): Eric Koh Dan Barstow |

|                              |
| Bandera de Argentina         |
| Campeón Argentina 2.º título |

## Posiciones finales
| Posición | Equipo         |
| -------- | -------------- |
| 1        | Argentina      |
| 2        | Alemania       |
| 3        | Francia        |
| 4        | India          |
| 5        | Países Bajos   |
| 6        | Bélgica        |
| 7        | España         |
| 8        | Malasia        |
| 9        | Sudáfrica      |
| 10       | Corea del Sur  |
| 11       | Pakistán       |
| 12       | Polonia        |
| 13       | Canadá         |
| 14       | Chile          |
| 15       | Estados Unidos |
| 16       | Egipto         |

## Premios
| Premio          | Ganador          |
| --------------- | ---------------- |
| Máximo goleador | Miles Bukkens    |
| Mejor jugador   | Timothée Clément |
| Mejor arquero   | Anton Brinckman  |
| Juego limpio    | Chile            |

Fuente: